# DNA聚合酶III全酶

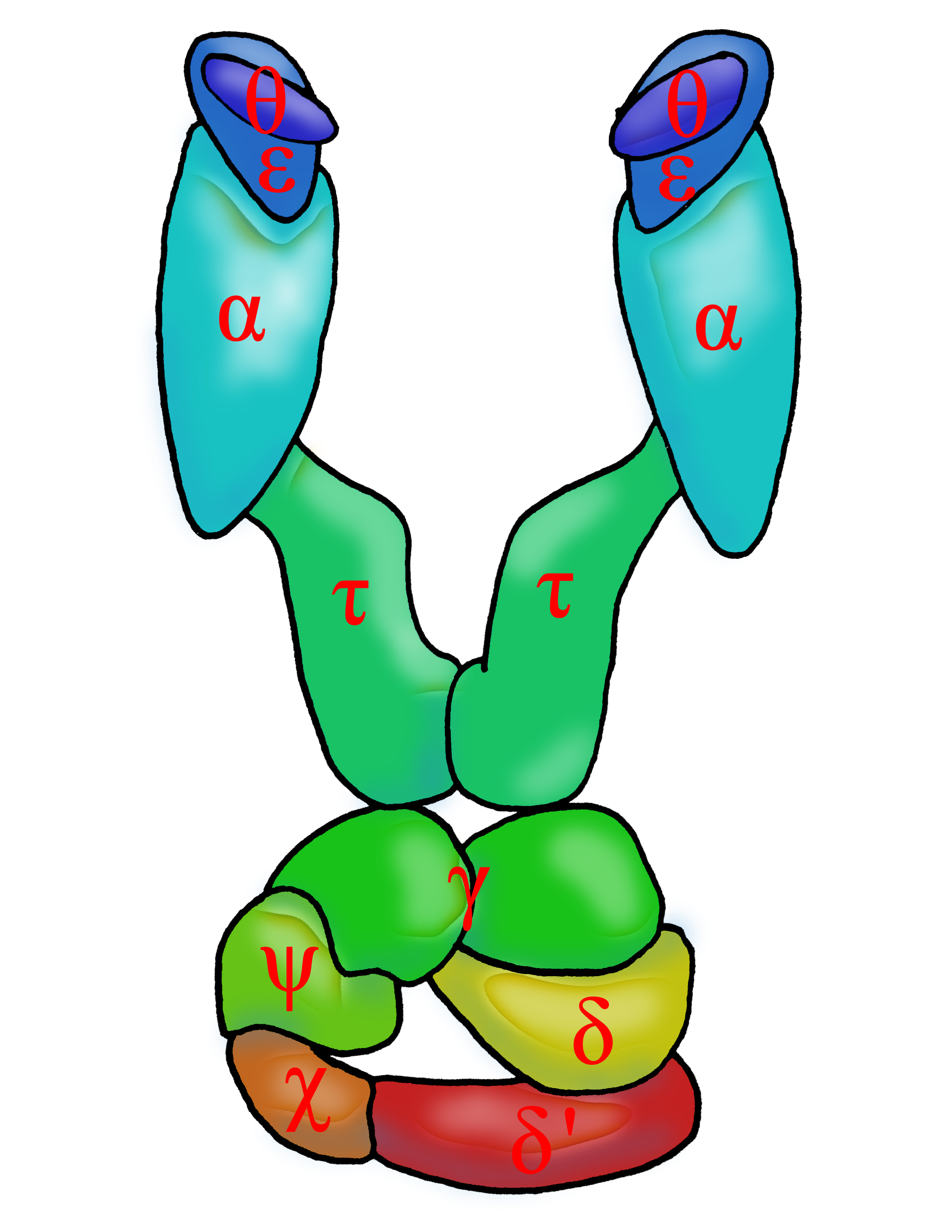
DNA聚合酶III示意图。

DNA聚合酶III（英語：DNA polymerase III holoenzyme），是原核生物进行DNA复制时主要使用的一种酶。该酶于1970年由托马斯·科恩伯格发现。这种酶複合物具有很强的持续合成能力。作为DNA复制的主要酶，DNA聚合酶III能以外切酶的形式从3'端到5'端运作以纠正复制过程中的错误。DNA聚合酶III是複製體的组成成分之一，其位于複製分叉处。